# 아서 아론
아서 아론(Arthur Aron,1945년 7월 2일 ~ )은 스토니브룩 대학교(Stony Brook University,State University of New York at Stony Brook)의 심리학 교수이다. 그는 대인 관계(Interpersonal relationship)에서 친밀감(親密感, intimate)에 대한 연구와 밀접한 관계에서 동기 부여의 자기 확장 모델(Self-expansion model) 개발로 가장 잘 알려져 있다.

## 같이 보기
- 상호이타주의
- 상보성